# 王以铭
王以铭（1939年2月—），男，回族，浙江杭州人，中华人民共和国政治人物。

## 生平
1957年，在复旦大学物理系学习，攻读研究生，1966年，在北京工业大学任助教、直至教授、副校长，1992年后任国家技术监督局局长。1997年，任全国工商联副主席。